# Прядко Ярослав Васильович
Ярослав Васильович Прядко (1976—2024) — український військовослужбовець, учасник російсько-української війни, командир розвідувальної групи спеціального призначення 71-ї окремої єгерської бригади.

## Життєпис
Народився 30 вересня 1976 року в с. Чернухіно, Перевальського району, Луганської області.
В 1999 році закінчив Харківський авіаційний університет ім. Жуковського та здобув спеціальність інженер-конструктор авіабудування.
Працював:
- 2000—2007 рр. — «Авіаційно-науково-технічне конструкторське бюро „Антонов“ АНТК ім. Антонова» провідним інженером з проєктування та продовження ресурсу літаків АН-124, «Руслан» і АН-225, «Мрія».
- 2010—2017 рр. — ТОВ «УкрПрогресТехУкраїна» інженером у відділі міцності конструкції літаків фірми BOEING.
- 2021—2023 рр. — ТОВ «Майстер-1» інженер-конструктором з розробки та виготовлення обладнання для бізнесу у сфері гастрономії.

Додаткова робота:
- ТОВ «Практика» — інженер-конструктор з проєктування та виготовлення бронеавтомобілів.
- ТОВ «Ікар» — інженер-конструктор з підтримки парку літаків.
- ТОВ «Фортуна» — інженер-конструктор з проєктування та виготовлення катерів, плавучих майданчиків тощо.
- ТОВ «Босна-ЕлДжи» — головний інженер з проєктування та виготовлення побутових вібраційних насосів подачі води.

У ЗСУ з серпня 2023 року.
Проходив військову службу у 71-ша окрема єгерська бригада (Україна) (А4030) на посаді командира розвідувальної групи спеціального призначення. 
Грудень 2023 — 01 квітня 2024 року брав участь у бойових діях в районі н.п. Авдіївка, Очеретино, Новокалинове, Новоолександрівка, Уманське, Покровського р-ну, Донецької області.
Загинув 01 квітня 2024 року в Уманське, Покровського р-ну, Донецької області. 
Нагороджений орденом Богдана Хмельницького III ступеня посмертно
Похований 10 квітня 2024 року на Берковецьке кладовище м. Києва. 